# Frederick Hamilton-Temple-Blackwood, Hầu tước thứ 1 xứ Dufferin và Ava
Frederick Temple Hamilton-Temple-Blackwood, Hầu tước thứ nhất của Dufferin và Ava (21 tháng 6 năm 1826 - 12 tháng 2 năm 1902) là một quý tộc, tác giả, nhà ngoại giao và nhà quản trị thuộc địa người Anh. Thời trẻ, ông là một nhân vật nổi tiếng trong triều đình của Victoria của Anh, và được công chúng biết đến sau khi xuất bản một ấn phẩm bán chạy nhất thời điểm đó, nói về các chuyến du lịch của ông ở Bắc Đại Tây Dương.
Hậu thế biết đến ông như là một trong những nhà ngoại giao thành công nhất trong thời đại của mình. Sự nghiệp phục vụ Đế quốc Anh của ông bắt đầu với tư cách là một ủy viên tại Syria vào năm 1860, nơi mà tài ngoại giao khéo léo của ông đã duy trì lợi ích của Anh trong khi ngăn cản Pháp thiết lập một quốc gia phụ thuộc ở Lebanon. Sau thành công của mình ở Syria, Dufferin phục vụ trong Chính phủ Vương quốc Anh với tư cách là Tướng quốc Lãnh địa Công tước Lancaster 
và Quyền Bộ trưởng Chiến tranh. Năm 1872, ông trở thành Toàn quyền Canada, củng cố quan hệ đế quốc trong những năm đầu của thời kỳ tự quản, và vào năm 1884, ông đạt đến đỉnh cao trong sự nghiệp ngoại giao của mình với tư cách là Phó Vương kiêm Toàn quyền Ấn Độ.
Năm 1896, ông nghỉ hưu sau khi hoàn thành nhiệm lỳ Đại sứ Anh tại Pháp. Những năm cuối đời, sức khoẻ tinh thần và thể chất của ông đã bị tàn phá bởi những bi kịch cá nhân liên quan đến tài chính của gia đình. Con trai cả của ông đã bị giết trong Chiến tranh Boer thứ hai và một người con trai khác bị thương nặng. Ông là chủ tịch của một công ty khai mỏ và vì không có kinh nghiệm điều hành nên đã phá sản.
Người viết tiểu sử Davenport-Hines của ông nói rằng: Dufferin là người "giàu trí tưởng tượng, sự cảm thông, ấm áp và rất linh hoạt."  Ông là một nhà lãnh đạo hiệu quả ở Lebanon, Canada và Ấn Độ, ngăn chặn chiến tranh với Đế quốc Nga và sáp nhập Miến Điện vào Ấn Độ thuộc Anh. Tuy ông là người bất cẩn với tiền bạc nhưng lại rất quyến rũ trong xã hội thượng lưu ở ba châu lục Á-Âu-Mỹ.

## Tước vị
Năm 1850, khi ở tuổi 23, ông đã được phong Nam tước Clandeboye của Clandeboye Estate, Quận Down thuộc Vương quốc Anh, và ông có một ghế trong Viện Quý tộc. Sau 4 năm giữ chức Tướng quốc Lãnh địa Công tước Lancaster, ông đã được phong tước vị Tử tước Clandeboye và Bá tước Dufferin, ở năm cuối cùng nhiệm kỳ Phó vương Ấn Độ ông được phong Bá tước Ava ở Tỉnh Miến Điện, Hầu tước Dufferin và Ava. Từ năm 1850 đến năm 1888, chỉ trong 35 năm ông đã được nâng tước vị lên 4 bậc, từ Nam tước (tước thấp nhất trong hệ thống quý tộc) lên Hầu tước (tước cao thứ 2 trong hệ thống quý tộc chỉ xếp sau Công tước).